# تپه کلنگ میش پدام
تپه کلنگ میش پدام در شهرستان کهنوج، بخش رودبار، روستای میش پدام واقع شده و این اثر در تاریخ ۲۷ مرداد ۱۳۸۲ با شمارهٔ ثبت ۹۵۷۵ به‌عنوان یکی از آثار ملی ایران به ثبت رسیده است.